# Río Hozgarganta
El río Hozgarganta es un río del sur de España, afluente del río Guadiaro, que discurre por el este de la provincia de Cádiz. 
Tiene una longitud de 45 km desde su desembocadura en el río Guadiaro hasta la zona denominada como Mojón de la Víbora (Ubrique), donde da lugar a la garganta de los Charcones que tras unirse a la garganta del Enemigo pasa a denominarse como Pasada Blanca, arroyo que a su misma vez se une con la garganta de La Sauceda. Una vez ahí toma el nombre de río Hozgarganta (próximo a Las Motillas, Cortes de la Frontera).

## Curso
Uno de los ramales del Hozgarganta nace en La Sauceda, a los pies del monte Aljibe, en la provincia de Málaga y transcurre durante casi todo su trayecto a través la comarca del Campo de Gibraltar, con todo su recorrido por el interior del parque natural de Los Alcornocales donde forma un interesante ecosistema de bosque de ribera.
El curso alto del río pierde gran parte de su caudal durante los meses de verano manteniendo gran cantidad de charcas permanentes que sustentan a la fauna local.

## Abastecimiento
Perteneciente a la cuenca hidrográfica del Sur este río es considerado el último virgen de Andalucía al no tener embalses desde su nacimiento hasta su desembocadura. A pesar de ello hace años que se estudia la construcción de una presa a la altura de Jimena de la Frontera aunque informes medioambientales desaconsejan estas infraestructuras así como el trasvase del excedente de agua en este río de acusado estiaje. Aún con esto los depósitos aluviales asociados a su cauce, formados por arcillas, arenas, limo y gravas, dan lugar a un acuífero que abastece en parte a las poblaciones de Jimena de la Frontera, San Pablo de Buceite y San Martín del Tesorillo.

## Fauna
Por estar situado el río en pleno parque natural de los Alcornocales su fauna es similar a la de dicho parque natural.
Se sitúa en el extremo meridional de Europa convirtiéndose en camino obligado, hacia y desde África, millones de aves migratorias cruzan todos los años utilizando esta zona en lugar de búsqueda estacional de alimento y de un clima más benigno para su desarrollo. Por allí pasan aves planeadoras como cigüeñas, milanos, halcón abejero, águila calzada y culebrera, buitres y alimoches.